# 浮気調査団 チーターズ
『浮気調査団 チーターズ』（うわきちょうさだん チーターズ、英語: Cheaters）は、アメリカのリアリティTVで放映されている浮気調査番組。同名の探偵事務所が依頼を受けている。
米国外でも過激な浮気調査番組として放送されており、日本では『ザ・ベストハウス123』や『世界まる見え!テレビ特捜部』、『ザ!世界仰天ニュース』など、国内外の面白映像や海外のテレビ番組の吹き替え放送を行っている番組内での放送が有名である。
依頼人が恋人、配偶者の浮気の調査を依頼し、同名の探偵事務所が調査、報告、依頼人と調査対象者との直接対決が主な内容。依頼内容は異性の浮気だけでは無くホモセクシャル（男女同性愛）の場合もある。また浮気相手の中には依頼者の身内や友人もしくは配偶者の友人の場合もある。
番組の流れとしては、最初に依頼人が対象者の浮気を疑うようになった理由を話す。その後番組が調査した内容を司会者のジョーイ・グレコが依頼人に報告、その後対象者を尾行していた調査員にジョーイが連絡をとり、依頼人と共に浮気現場に問答無用で乗り込み、直接対決をする。
騒動終結後、そのカップルおよび浮気相手の顛末がどうなったのかのレポートも放送する。

## 日本での知名度
日本では『世界まる見え!テレビ特捜部』で番組が取り上げられたことで一躍知名度を上げた。その際、司会のジョーイ・グレコの吹き替えは一貫して番組のナレーションを担当している広中雅志が兼任している。後発のDVDでは別の声優が担当。
日本に存在した専門チャンネル・リアリティTVでも字幕による放送がされていた。